# Convoy, Irland
Convoy (iriska: Conmhaigh) är en ort i republiken Irland.   Den ligger i grevskapet County Donegal och provinsen Ulster, i den norra delen av landet, 190 km nordväst om huvudstaden Dublin. Convoy ligger 48 meter över havet och antalet invånare är 1 438.
Terrängen runt Convoy är platt söderut, men norrut är den kuperad. Runt Convoy är det ganska glesbefolkat, med 47 invånare per kvadratkilometer. Närmaste större samhälle är Letterkenny, 10,8 km norr om Convoy. Trakten runt Convoy består i huvudsak av gräsmarker.